# Otto Bordes
Otto Bordes, vollständig Adolph Arthur Otto Bordes (* 19. September 1872 in Berlin; † 19. Januar 1944 in Rheinsberg) war ein deutscher Freimaurer. Bordes war unter anderem Großmeister der Großen National-Mutterloge „Zu den drei Weltkugeln“.

## Leben und Wirken
Otto Bordes war Sohn eines Ingenieurs. Nach dem Schulbesuch am Andreas-Realgymnasium bis Michaelis 1892 studierte Bordes Zahnmedizin. Anschließend ließ er sich als praktischer Zahnarzt in Berlin nieder. 1906 wurde er an der Universität Rostock mit einer Dissertation Über Fichtes und Herbarts Lehre vom Ich und ihr Verhältnis zueinander zum Dr. phil. promoviert.
1907 war Bordes in die 1775 gegründete Berliner Freimaurer-Loge Zur Verschwiegenheit aufgenommen worden. Politisch stand er der extremen politischen Rechten nahe – in der Literatur wird verschiedentlich behauptet, dass er zum persönlichen Bekanntenkreis Adolf Hitlers gehört habe. Mitte der 1920er wurde Bordes Meister vom Stuhl der am 8. September 1923 reaktivierten und regularisierten Brüsseler Feldloge „Stern von Brabant“ in Berlin. Diese war auch die erste deutsche Freimaurerloge, die 1930 den Arierparagraphen einführte, indem sie festlegte, dass nur solche Personen aufgenommen wurden, „gegen deren germanische Abstammung keine begründeten Zweifel“ bestanden. 1929 wurde Bordes schließlich zum zugeordneten ersten Aufseher der altpreußischen Großloge „Zu den drei Weltkugeln“ ernannt.
Am 9. April 1933 wurde Bordes als Nachfolger von Karl Habicht zum Großmeister der Großloge zu den drei Weltkugeln, als der deutschen Nationalmutterloge gewählt. Auf Druck der Nationalsozialisten änderte Bordes den Namen der Großloge in „Nationaler Christlicher Orden Friedrich der Große“. Dennoch wurde er 1934 von der Gestapo verhaftet und einige Monate lang im KZ Columbiahaus festgehalten.
Bordes starb im Januar 1944 in Rheinsberg.